# Кокрантон (Пенсилванија)
Кокрантон (енгл. Cochranton) град је у америчкој савезној држави Пенсилванија.

## Демографија
По попису из 2010. године број становника је 1.136, што је 12 (-1,0%) становника мање него 2000. године.
| Група             | 2000.         | 2010.         |
| Белци             | 1.133 (98,7%) | 1.109 (97,6%) |
| Афроамериканци    | 5 (0,4%)      | 3 (0,3%)      |
| Азијати           | 3 (0,3%)      | 4 (0,4%)      |
| Хиспаноамериканци | 1 (0,1%)      | 10 (0,9%)     |
| Укупно            | 1.148         | 1.136         |